# Friedrich von Krosigk (Politikwissenschaftler)
Friedrich von Krosigk (* 26. Dezember 1937; † 14. Februar 2018) war ein deutscher Politikwissenschaftler. Er war Professor am Institut für Politische Wissenschaft der Friedrich-Alexander-Universität Erlangen-Nürnberg.

## Leben
Friedrich von Krosigk studierte Politische Wissenschaft, Philosophie und Geschichte in München, Paris und Seattle. Er war Stipendiat der Studienstiftung des deutschen Volkes. Er promovierte 1967 an der Ludwig-Maximilians-Universität München und habilitierte 1977 an der Universität Heidelberg. Ab 1977 war von Krosigk Professor für Internationale Beziehungen an der Universität Erlangen-Nürnberg. Er verstarb im Jahr 2018 im Alter von 80 Jahren.

## Veröffentlichungen (Auswahl)
- Philosophie und politische Aktion bei Jean Paul Sartre. Münchener Studien zur Politik 11, 1969.
- Multinationale Konzerne und die Krise in Europa. Eine Untersuchung zum ökonomischen Strukturwandel und seinen politischen Konsequenzen im Rahmen des europäischen Regionalismus, 1978.
- zusammen mit R. Kreckel: Regionalistische Bewegungen in Westeuropa. Zum Struktur- und Wertwandel in fortgeschrittenen Industriestaaten, 1986.
- unter Mitarbeit von G. Rath und W. Leidhold: Südsee – Inselwelt im Umbruch. Einzelstaatlicher und regionaler Wandel im Südpazifik, 1988.
- zusammen mit P. Jadin: Die französischen Überseegebiete. Paradoxien eines Entwicklungsexperiments, Schriften des Deutschen Übersee-Instituts Hamburg, Nr. 29, 1994.
- Panama – Transit als Mission: Leben und Überleben im Schatten von Camino Real und transisthmischem Kanal, Lateinamerika-Studien, Bd. 40, 1999.